# Oliarus pictura
Oliarus pictura är en insektsart som beskrevs av Victor Lallemand 1929. Oliarus pictura ingår i släktet Oliarus och familjen kilstritar. Inga underarter finns listade i Catalogue of Life.